# Fiona Cumming
Pour les articles homonymes, voir Cumming.
Fiona Cumming (née le 9 octobre 1937 à Édimbourg en Écosse et morte le 1er janvier 2015  à Dumfries and Galloway) est une réalisatrice et actrice britannique connue pour ses réalisations pour la télé britannique des années 1970 à 1990,.

## Biographie
Fiona Cumming fut élevée à Édimbourg puis à Glasgow en Écosse. Elle commence sa carrière en apprenant le métier d'actrice à la  Royal Scottish Academy et apparaît de 1959 à 1963 dans des films et des épisodes de séries télé comme Sunday's Child, Suspence ou Dr. Finlay's Casebook. Elle devient un temps présentatrice à Border Television la filiale du réseau privée ITV émettant sur la frontière anglo-écossaise.
En 1964, elle décide de passer du travail d'acteur à la production télévisuelle. Elle postula à la chaîne BBC2 et fut accepté. Seulement, ils perdirent son dossier et elle n'en fut pas renseigné. Elle retourne alors à Glasgow pour enseigner à la Bellahouston Academy. Dans une interview en 2014, elle raconte avoir vaguement découverte la série Doctor Who par ses élèves. "Je me souviens que les enfants me parlaient de cette série qu'ils regardaient le samedi soir, et je leur disais "mais vous voulez dire quoi par "il habite dans une cabine de police ?" 
En 1964, elle devient assistante de plateau à la BBC et travaille sur des séries comme le Soap opera Compact ou la série Swizzlewick. En 1966, elle travaille pour la série Doctor Who sur le plateau de « The Massacre of St Bartholomew's Eve » et y travaille pour le réalisateur Paddy Russell qui avait une grande réputation à l'époque. Fiona Cumming passera plus tard comme assistante de production sur plusieurs épisodes de Doctor Who des années 1960 et 1970 comme « The Highlanders », « The Seeds of Death », et « The Mutants. »
En 1974, elle est engagée pour être réalisatrice pour la BBC et dirige des épisodes de séries dramatiques populaires de la chaîne comme Angels, Play for Today, Z-Cars et la mini-série The Omega Factor. En 1980, elle réalise deux épisodes de la troisième saisons de la série Blake's 7 puis se tourne de nouveau vers la série Doctor Who et dirige 4 épisodes (« Castrovalva » « Snakedance » « Enlightenment » et « Planet of Fire » de 1981 à 1984. Elle fut engagée pour réaliser un épisode intitulé The Ultimate Evil durant la 23e saison de la série mais la production annulera l'épisode lorsque la série sera mis en hiatus. Elle maintient toutefois de bon rapport avec le producteur de la série, John Nathan-Turner et collabore avec lui chez Teynham Productions. Elle continue à réaliser pour la télévision jusqu'en 1993.
En 1988, elle fait une petite apparition dans le rôle d'une touriste du Windsor Castle dans l'épisode de Doctor Who « Silver Nemesis. » Dans les années 2000 elle supervise la restauration des épisodes qu'elle a réalisée pour les ressorties DVD.

## Vie privée
Fiona Cumming était mariée et résidait à Dumfries and Galloway. Elle meurt le 1er janvier 2015 à l'âge de 77 ans.

## Filmographie (en tant que réalisatrice)
- De 1974 à 1977 : Z-Cars  (série télévisée) : 4 épisodes
- 1975 : The Master of Ballantrae  (série télévisée) : 6 épisodes
- 1978 : Jackanory Playhouse  (série télévisée) : 1 épisode
- 1978 : Scottish Playbill  (série télévisée) : 1 épisode
- 1978 : Angels  (série télévisée) : 1 épisode
- 1979 : Play for Today  (série télévisée) : 1 épisode
- 1979 : The Omega Factor  (série télévisée) : 1 épisode
- 1980 : God's Wonderful Railway  (série télévisée) : 1 épisode
- 1980 : Blake's 7  (série télévisée) : 2 épisodes
- 1980 : Square Mile of Murder  (série télévisée) : 1 épisode
- 1981 : The Walls of Jericho  (série télévisée) : 2 épisodes
- 1982 : Doctor Who (épisode « Castrovalva ») (série télévisée)
- 1983 : Doctor Who (épisode « Snakedance ») (série télévisée)
- 1983 : Doctor Who (épisode « Enlightenment ») (série télévisée)
- 1984 : Doctor Who (épisode « Planet of Fire ») (série télévisée)
- 1984 : Emmerdale  (série télévisée) : 2 épisodes
- 1986 : Dramarama  (série télévisée) : 1 épisode
- De 1987 à 1990 : Take the High Road  (série télévisée) : 17 épisodes
- 1992 : Eldorado  (série télévisée) : 3 épisodes
- 1993 : Machair  (série télévisée) : 1 épisode

## Crédit d'auteurs
- (en) Cet article est partiellement ou en totalité issu de l’article de Wikipédia en anglais intitulé « Fiona Cumming » (voir la liste des auteurs).